# Neoplatytaenia pamirica
Neoplatytaenia pamirica är en flockblommig växtart som först beskrevs av Vladimir Ippolitovich Lipsky, och fick sitt nu gällande namn av Geld. Neoplatytaenia pamirica ingår i släktet Neoplatytaenia och familjen flockblommiga växter. Inga underarter finns listade i Catalogue of Life.